# Abu Khattab al-Tunisi
Abu Khattab al-Tunisi (decedat pe 10 iunie 2017, în Raqqa) a fost un jihadist tunisian și comandant militar al Statului Islamic care, în 2017, promovase până la a treia poziție de comandă în ierarhia militară a grupării. În acel an, al-Tunisi a fost numit responsabil cu operațiunile militare din estul orașului Raqqa, autoproclamata capitală a Statului Islamic, atacată de trupele Forțelor Democratice Siriene pe 6 iunie 2017. La doar patru zile după începerea luptelor, Abu Khattab al-Tunisi a fost ucis pe frontul din suburbia romană, împreună cu alți 12 militanți SIIL, în timpul unui schimb de focuri cu militarii FDS. Moartea sa a fost considerată „o nouă lovitură dată grupării teroriste ISIS”.